# Catagramma eucale
Catagramma eucale är en fjärilsart som beskrevs av Hans Fruhstorfer 1916. Catagramma eucale ingår i släktet Catagramma och familjen praktfjärilar. Inga underarter finns listade i Catalogue of Life.